# Homaleptops
Homaleptops är ett släkte av skalbaggar. Homaleptops ingår i familjen vivlar.

## Dottertaxa tillHomaleptops, i alfabetisk ordning[1]
- Homaleptops albobasalis
- Homaleptops albolunatus
- Homaleptops albopictus
- Homaleptops benignus
- Homaleptops bilineatus
- Homaleptops carinicollis
- Homaleptops cinereus
- Homaleptops costulipennis
- Homaleptops cretaceus
- Homaleptops dubius
- Homaleptops duplicatus
- Homaleptops elongatus
- Homaleptops fasciatus
- Homaleptops fasciolatus
- Homaleptops hovanus
- Homaleptops interruptus
- Homaleptops lateralis
- Homaleptops lineolatus
- Homaleptops marginicollis
- Homaleptops niveobasis
- Homaleptops perrieri
- Homaleptops pilosus
- Homaleptops polyguttatus
- Homaleptops quadrinotatus
- Homaleptops quadrivittatus
- Homaleptops ruficrus
- Homaleptops rufus
- Homaleptops scapularis
- Homaleptops semigranatus